# Melitaea phoebe
Melitaea phoebe là một loài bướm ngày thuộc họ Nymphalidae. Nó được tìm thấy ở the Palearctic ecozone, ngoại trừ Northernmost locations. Nó từng bao gồm Melitaea telona, gần đây đã được tái lập thành loài riêng.
Sải cánh dài 34–50 mm. Chúng bay từ tháng 4 đến tháng 9 tùy theo địa điểm.
Ấu trùng ăn Plantago và Centaurea species (bao gồm Centaurea jacea).

## Hình ảnh

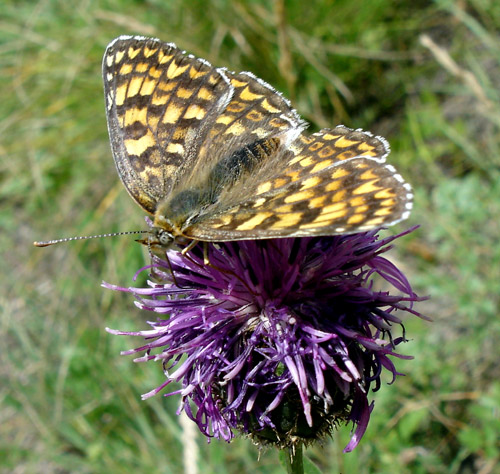
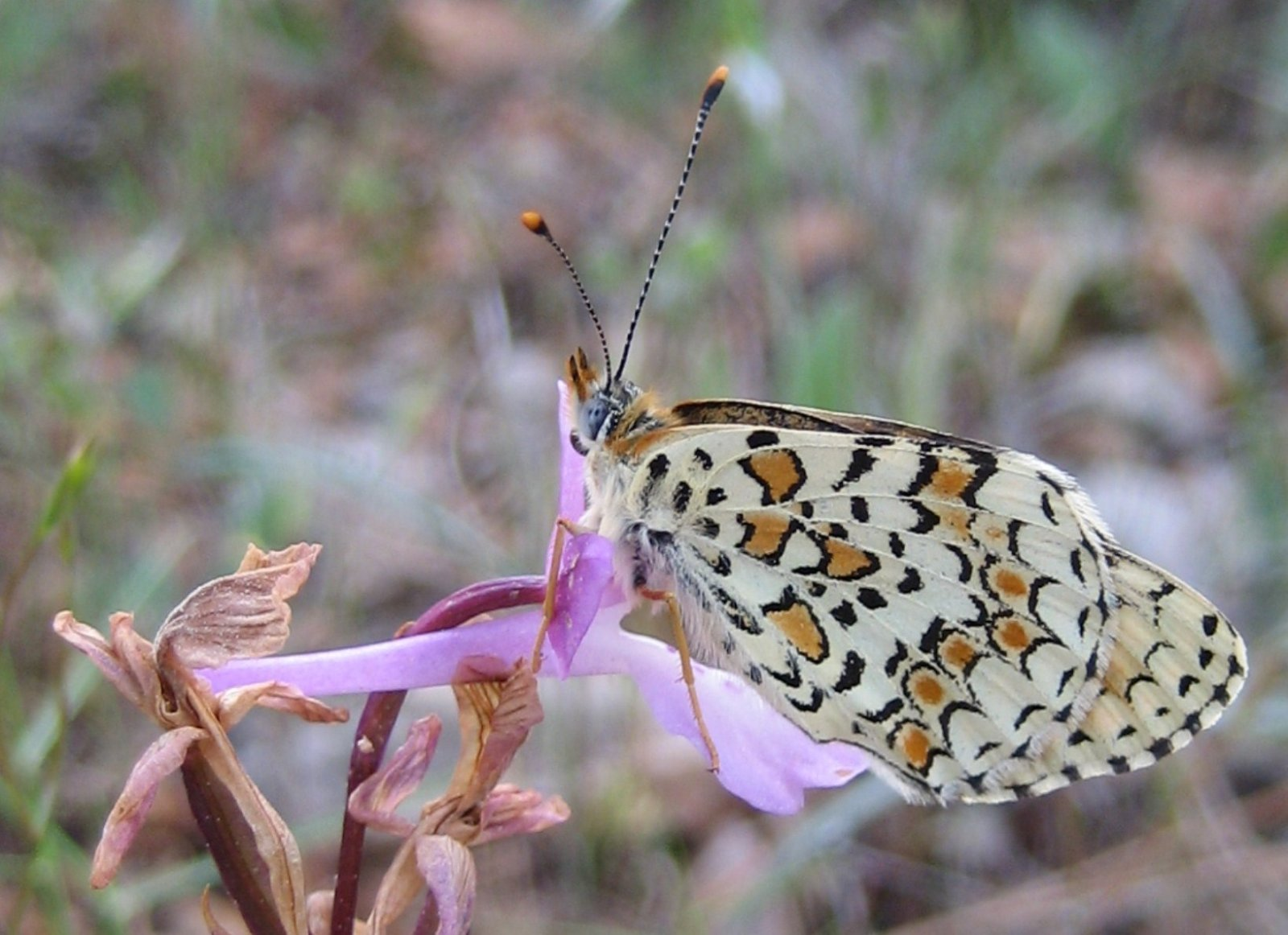
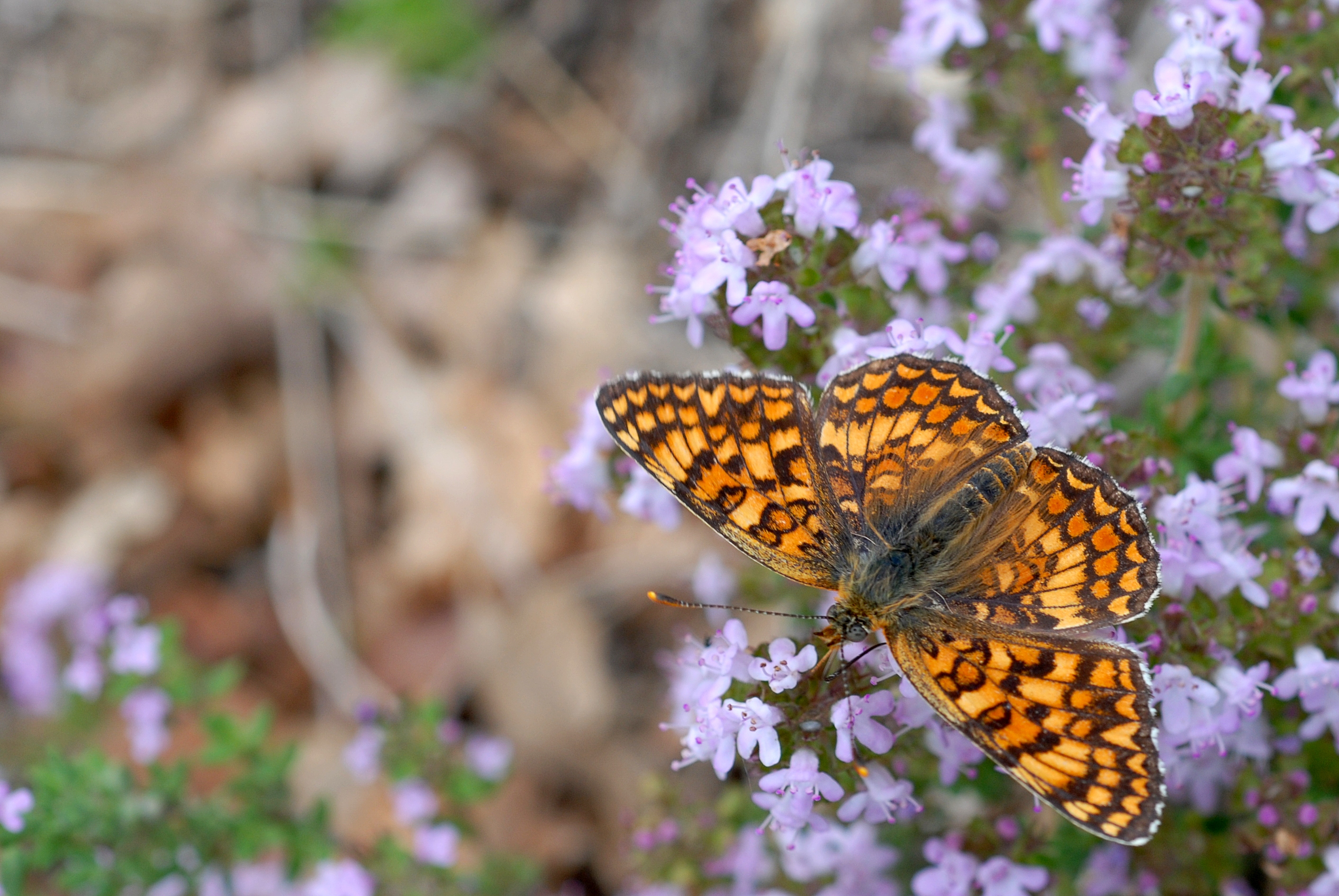
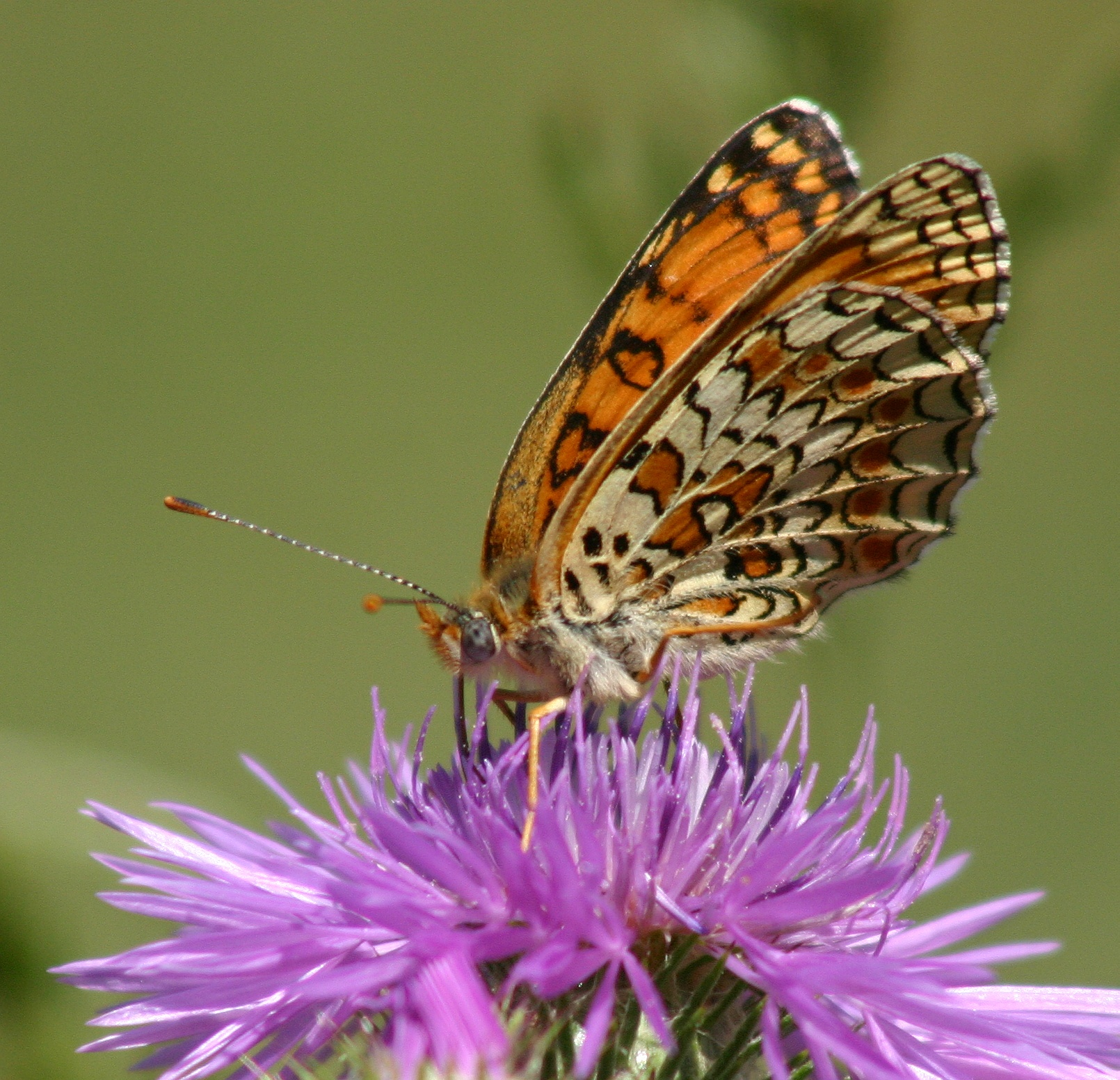

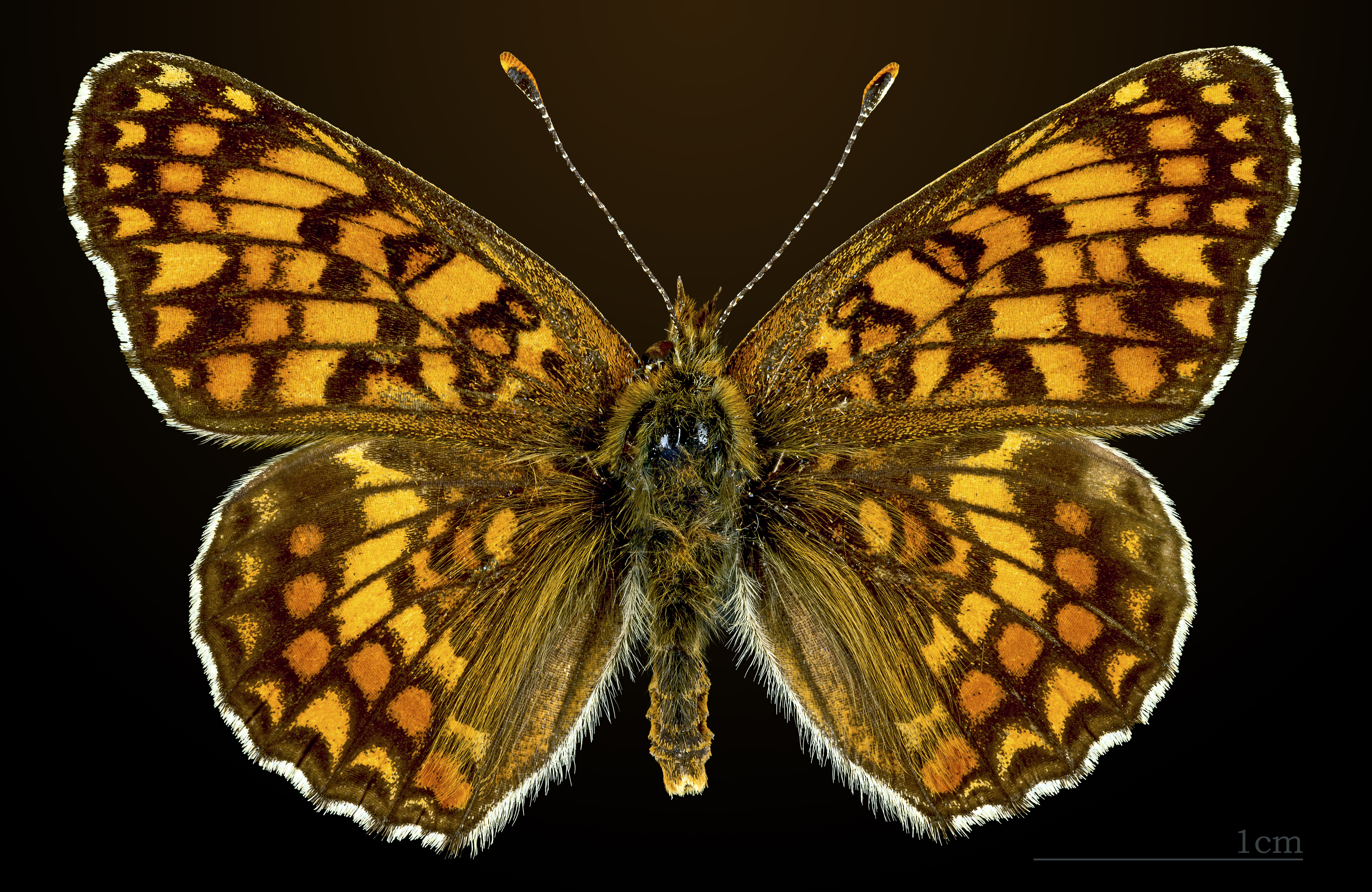
♂
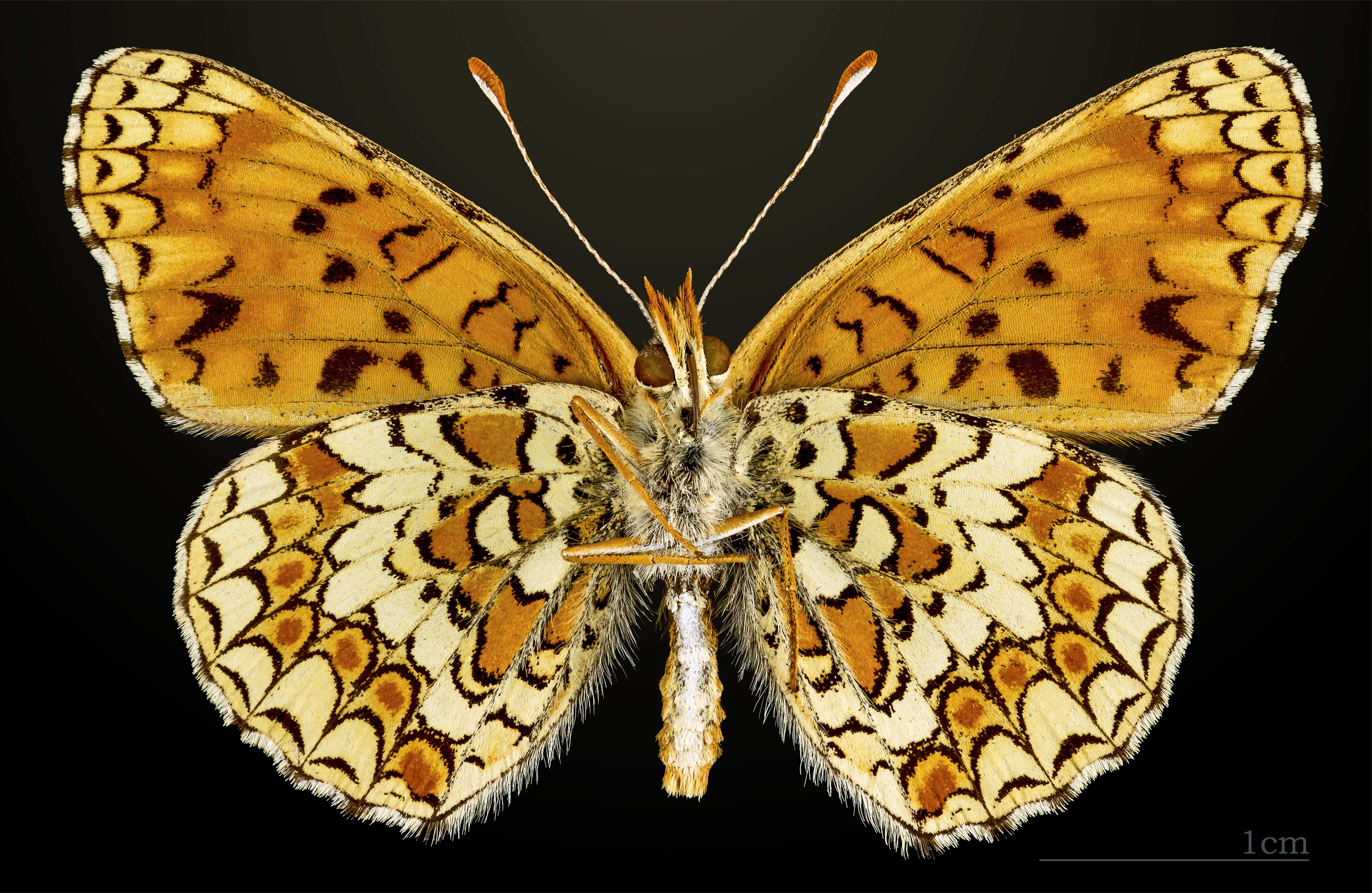
♂ △
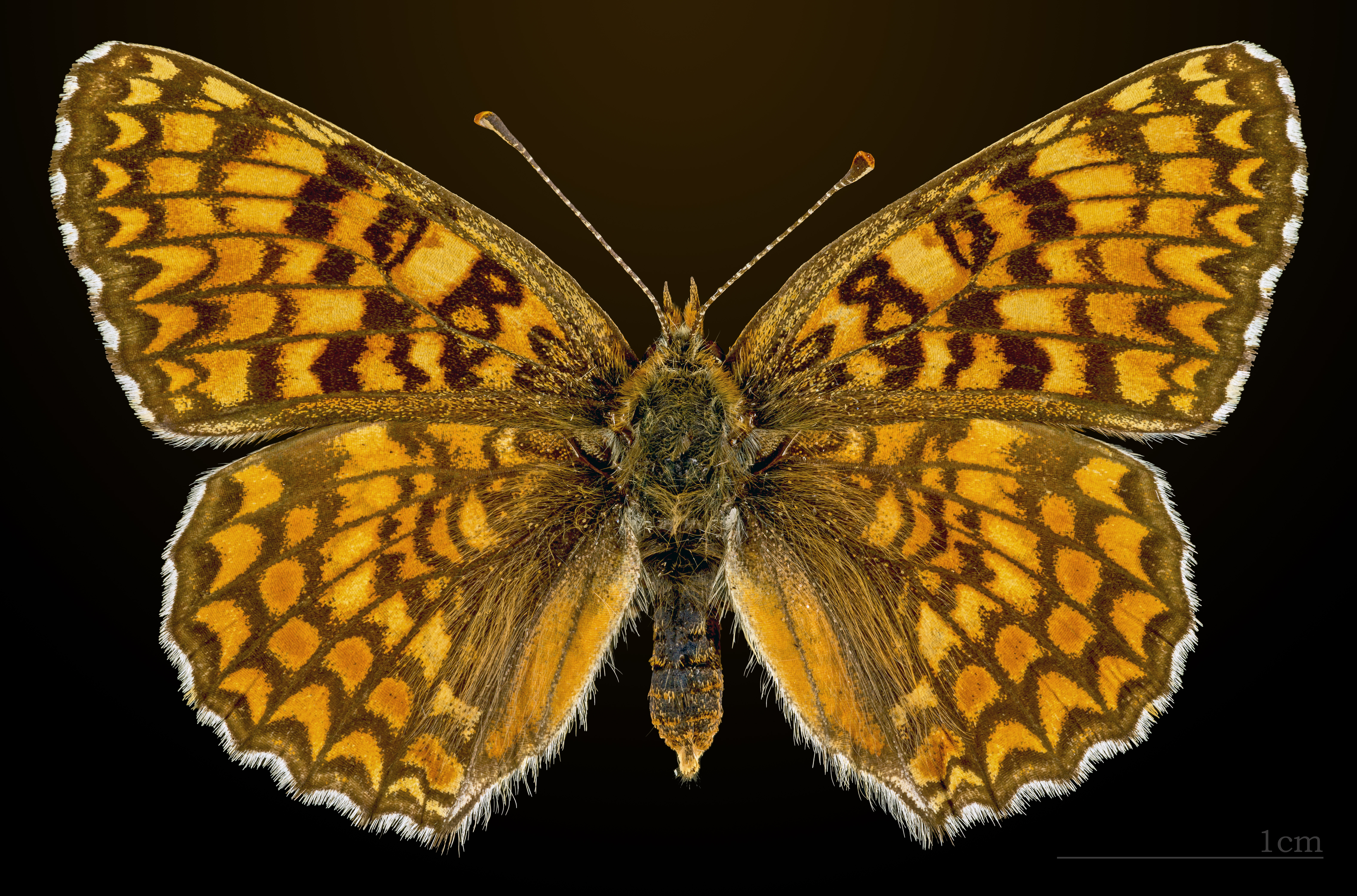
♀
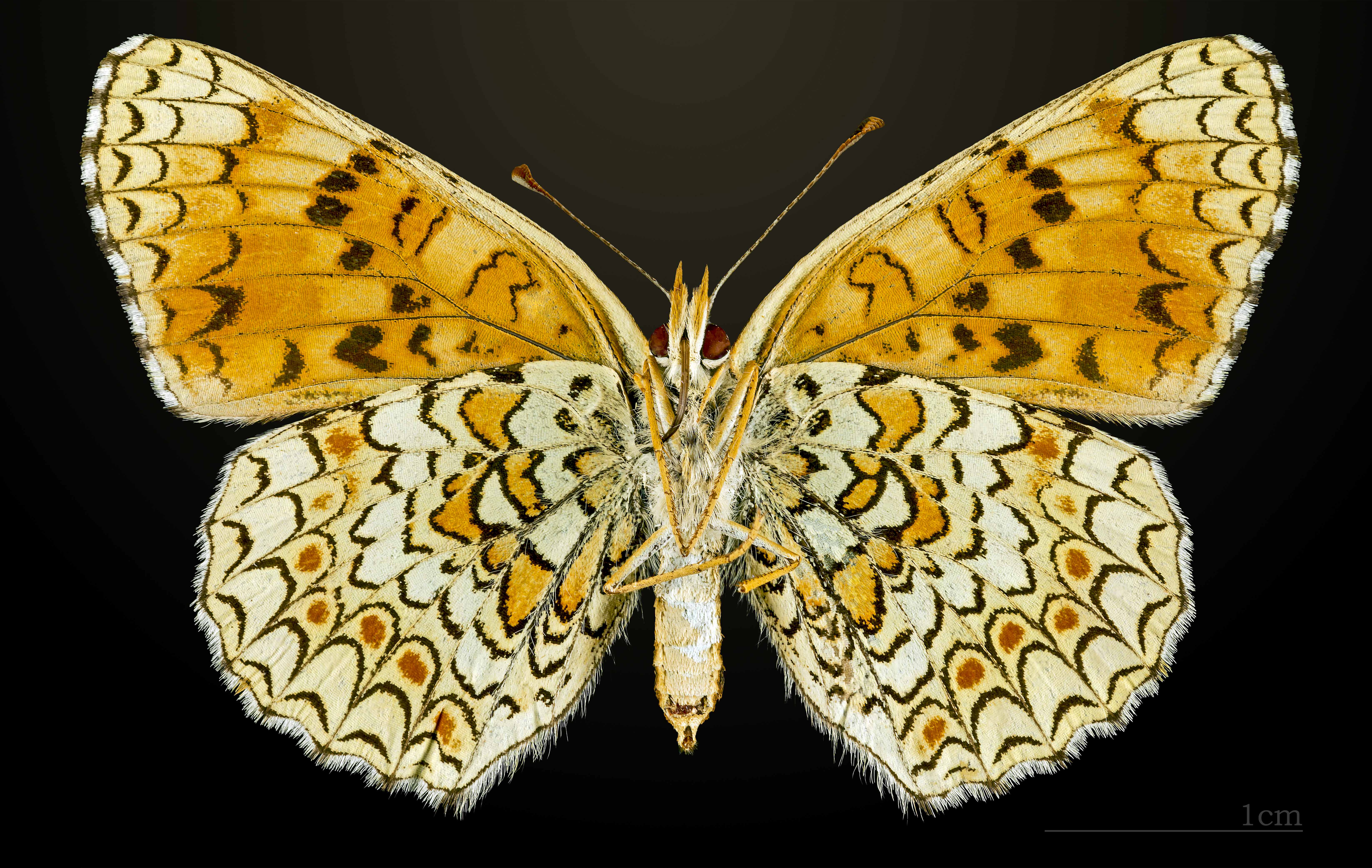
♀ △